# 克茨
克茨是德国巴伐利亚州的一个市镇。总面积20.54平方公里，总人口3178人，其中男性1620人，女性1558人（2011年12月31日），人口密度155人/平方公里。